# 熱血時報
《熱血時報》（英語：Passion Times）是在2012年香港立法會選舉後，由黃洋達和陳秀慧等人所成立的集報紙、網絡媒體於一身的機構，其網絡電台部分則於2012年11月11日正式啟播。

## 簡介
《熱血時報》的成立由黃洋達等人曾創立的政治團體熱血公民，提供了主要的發聲及曝光平台，該台部份節目主持屬於熱血公民成員。聽眾以思維屬於香港的青少年及年輕家庭階層為主要，《熱血時報》初成立時的政治立場為反共、本土和全民制憲的方向為基調，並批評泛民主派及被指為左膠的社運人士。《熱血時報》在2012年10月至2016年11月，以及於2017年7月復刊後每月出版一期免費報紙至2021年6月，內容大多涉及社會議題的深入報道和綜合由多位名人撰寫的專欄。該台收入主要來自網台月費、網站廣告、網上商店、書刊銷售、報紙訂閱、舞台表演、課金計劃以及海外食店經營。
2017年初，《熱血時報》與鄭松泰所領導的熱血公民分家，2021年熱血公民解散，熱血時報節目偏向大眾化及生活化。

## 節目表
2025年6月

### 熱血免費台
| 時間        | 星期一       | 星期二       | 星期三         | 星期四       | 星期五       | 星期六     | 星期日     |
| 09:00-11:00 | 大香港早晨   | 大香港早晨   | 大香港早晨     | 大香港早晨   | 大香港早晨   |            |            |
| 11:00-12:00 | 大香港早晨   | 大香港早晨   | 大香港早晨     | 大香港早晨   | 大香港早晨   |            |            |
| 12:00-13:00 |              |              |                |              |              |            |            |
| 13:00-14:00 | 好人經濟     | 好人經濟     | 好人經濟       | 好人經濟     | 好人經濟     |            |            |
| 14:00-15:00 | 好人經濟     | 好人經濟     | 好人經濟       | 好人經濟     | 好人經濟     |            |            |
| 15:00-16:00 |              |              |                |              |              | 好人送貨   |            |
| 16:00-17:00 | 國立大台     | 國立大台     | 國立大台       | 國立大台     | 國立大台     | 好人送貨   |            |
| 17:00-18:00 | 國立大台     | 國立大台     | 國立大台       | 國立大台     | 國立大台     | 好人送貨   |            |
| 18:00-19:00 |              |              |                |              |              | 好人送貨   |            |
| 19:00-20:00 | 遊戲實況主場 | 遊戲實況主場 | 遊戲實況主場   | 遊戲實況主場 | 遊戲實況主場 | 熱血親子團 |            |
| 20:00-21:00 | 遊戲實況主場 | 遊戲實況主場 | 遊戲實況主場   | 遊戲實況主場 | 遊戲實況主場 | 瀛能無雙   | 十樓後樓梯 |
| 21:00-22:00 | 爆操籃球部   | 弔古戰場行   | 熱血應援團     | 腐女人妻媒體 | 笑死朕       | Toys博覽館 | 索書號     |
| 22:00-23:00 | 熱血綜藝王   | 宅文化研究   | The Crazy Ones | 香港同鄉會   | 運動真理學   | 宅文化研究 | 愚樂無窮   |
| 23:00-24:00 | 月曜日的晚酌 | 宅文化研究   | 古惑人生       | 麻甩建港聯盟 | 靈性工作者   | 愚樂無窮   | 愚樂無窮   |
| 00:00至清晨 | 滋味無窮     | 深夜睇波團   | 熱血皇家創作團 | 麻甩建港聯盟 | 劈啪樂壇     | 愚樂無窮   | 愚樂無窮   |

（節目首播後的24小時內免費重温，PRIME收費台用戶可以在任何時間重溫收看）

### PRIME收費台
| 時間        | 星期一       | 星期二                       | 星期三        | 星期四              | 星期五     | 星期六     | 星期日     |
| 20:00-21:00 |              |                              | Prime好人送貨 |                     |            |            |            |
| 21:00-22:00 | 熱血廣告公司 | 棟篤．笑死朕 Sit Down Comedy | 體育救港      | 去吧！ 應援戰車團！ | 宅文化學院 | 賭播默示錄 | 熱血劇集台 |

## 網台節目主持(現任)
2025年6月
| 男主持             | 男主持               | 男主持           | 男主持             | 男主持                |
| ------------------ | -------------------- | ---------------- | ------------------ | --------------------- |
| 黃洋達 (老闆)      | 小菜 (台長)          | 靳民知           | 蕭俊傑 (蕭傑)      | Chu King Long (Alvin) |
| 藍頌賢 (阿藍)      | Kwan Chi Yung (阿火) | 阿苗             | 翁柏勤 (泰子)      | Brian                 |
| 張國昌 (阿昌)      | 北條彰               | 徐嘉俊 (GoN)     | 陳子峰 (阿峰)      | Joe (老周)            |
| 啟人               | 小弟Ken              | 李鶴年 (阿年)    | 温振達 (振達)      | Philip                |
| 馮正權 (阿LO)      | 阿飛                 | 黃嘉毅 (謝菲)    | 黃家俊 (夏霽)      | 黃潤基 (阿基)         |
| 梁祐敬 (阿敬)      | 文啟明 (牛佬)        | 文國兆 (Jacky)   | 倫裕國             | 水川宏                |
| 阿和               | Kazz                 | 林浩健 (長笛Ken) | 潘逸昇 (昇)        | 譚諾行 (譚仔)         |
| 762                | 張健和 (和仔)        | 梁湘傑 (湘傑)    | Bear               |                       |
| 女主持             |                      |                  |                    |                       |
| 陳秀慧 (秀慧)      | 莊芷茵（法子）       | 李靜儀 (Jessy)   | 謝鈺筠 (Joey Tse)  | 莎拉                  |
| 陳秀雯 (Venus)     | 莊芷濂 (Elaine)      | 黃綺喬 (綺喬)    | 賴映彤 (彤彤)      | Kim                   |
| Chan Ka Yan (Maki) | Pancy                | 元希             | Tao Hoi Yan (小雨) | Shirley               |
| Jim (Jim)          | 杜愷泳 (Wing)        | 劉嘉慧 (嘉慧)    |                    |                       |

## 歷史

### 2012年
10月1日《熱血時報》試刊號出版，版面以赤色「國㷫」兩個大字為題，在全港十五處港鐵站外派發，《熱血時報》頻道亦於晚上九時至十時試播。
11月11日《熱血時報》網台頻道正式啟播，下午二時於西洋菜南街現場進行首個節目啟播。報紙創刊號亦於當日於全港十六處地方免費派發。

### 2013年
2月13日熱血時報與普羅政治學苑首次在維園年宵市場合辦年宵攤位售賣貨品及直播現場節目，其後四年至2017年皆有合辦。
7月17日首次以參展商身份參加香港書展，其後每屆書展皆在香港會議展覽中心設置攤位，直至2024年。
9月15日使用者可以在Google Play下載熱血時報Android應用程式即時收聽或重溫節目。
12月16日開設首個政治節目《熱血政治》。

### 2014年
3月5日課金系統開始實行。
3月17日開始《熱血時報》與MyRadio共同合作新早晨節目，名為《大香港早晨》。
3月18日推出「熱血文青課金計劃」。
9月28日該報網台網頁遭受大規模DDoS攻擊，DNS系統及網頁每秒受到最高達二億五千萬次（500G）的詢求，以致網路不勝負荷，網頁在太多時間不能正常運作，多數直播網台節目無法收看，要以LIVESTREAM形式發佈，最後由Google總部在11月下旬出手救助，運用Google Domains DNS、Google's PageSpeed Service及 Google's Project Shield 等技術下回復正常。
10月19日由於大部份編採人手專注於採訪雨傘革命事件，原定於10月19日免費派發的《熱血時報》十月號取消。
11月7日由於雨傘革命的關係，黃洋達所演出之節目《雙黃棟篤串: 磁力王膠叉香港》取消。

### 2016年
2月21日	為配合本土民主前線梁天琦在2016年香港立法會新界東地方選區補選的選舉宣傳，熱血時報第39期僅在新界東地區派發。
9月9日根據香港中文大學傳播與民意調查中心於2016年8月進行的「香港新聞傳媒的公信力調查」，《熱血時報》的公信力評分為4.20分（1分為最低，10分為最高），是在所有調查中的媒體排名最低，比《主場新聞》的5.24分低。

### 2017年
2月4日推出網上商店平台國立大台Market Place。
2月17日《熱血時報》正式踏入24小時全天候廣播。
3月16日《熱血時報》星期一至五發展成早午晚8線節目。
3月31日當日起MyRadio不再與《熱血時報》聯播「大香港早晨」，該節目改由《熱血時報》自行製作。
4月21日提供青少年活動及訓練的熱血少年軍總部於觀塘康寧道117號開幕，為期半年。
7月19日《熱血時報》印刷版復刊號出版。部分在香港書展率先派發。
11月6日《熱血時報》全面轉用自家研發的P2P 架構的新串流直播系統。
11月11日《熱血時報》五週年。
12月8日	網台MyRadio入稟高院控告熱血時報網台主持伍淑儒誹謗。

### 2018年
2月10日	熱血時報首次在九龍旺角花墟公園辦農曆新年年宵攤位。
2月18日《熱血時報》週末發展成7線節目播放。
8月5日 推出PassionPrime收費平台服務及節目改革，平日改為7線節目播放。
11月9日 推出Zeiton「好人經濟」奬勵儲分系統應用程式，憑參加活動儲分換取禮品。

### 2019年
2月27日通宵節目「愚樂無窮」改革，平日深夜加入真人直播節目。週末保留以慢電視形式直播，星期日改為5線節目播放。
與熱血時報有聯繫的咖啡店7月27日在日本大阪府大阪市正式開業，之後在兵庫縣寶塚市及京都府京都市亦開設分店。
9月30日節目主持人兼熱血時報記者馬啟聰被指在2019年7月1日在立法會內採訪，涉及串謀刑事毁壞和非法進入立法會而被警方拘捕，後獲准保釋外出侯審。
11月11日7周年台慶，節目主持人小菜擔任熱血時報台長(節目營運總監)。

### 2020年
由於2020年1月全港各區舉行的年宵市場不設乾貨攤位 ，熱血時報於2019年12月30日至2020年1月18日舉辦網上年宵，1月19至24日舉行年宵開倉日。
3月16日開始開設新中午時段直銷節目《好人經濟》。
6月10日熱血時報記者兼節目主持人馬啟聰在東區裁判法院再審訊時，被加控一項暴動罪，亦獲批准保釋外出。

### 2021年
《熱血時報》辦公室6月30日由美羅中心二期609室搬遷至同幢1018及1019室。
12月24日Zeiton「好人經濟」應用程式增加電子錢包功能。

### 2022年
警方國安處人員於5月18日到達《熱血時報》創辦人黃洋達寓所及其公司，要求黃洋達刪除分別刊登於《熱血時報》網站及社交媒體上一堆有關國家安全的敏感內容，黃洋達按照警方國安處的要求經已處理，事件中沒有人被拘補。事後黃洋達向外界表示﹕「今日身處香港，繼續做媒體工作，風險一天比一天高。 但我仍然在香港，我仍然每日開咪，連我都覺得自己有點奇怪。但我們會繼續努力！」
7月12日推行PassionPrime收費會員三級制，分別為"慢熱狗"會員、"真熱狗"會員及"狂熱狗"會員。
首齣自行製作劇集《獨腳刀》在10月30日收費台首播。
11月11日《熱血時報》成立十週年。

### 2023年
5月30日 時任熱血時報記者兼節目主持人馬啟聰在西九龍裁判法院續審時否認控罪。

### 2024年
2月1日 經西九龍裁判法院（暫代區院）裁決，時任熱血時報記者兼節目主持人馬啟聰暴動罪名不成立、而「不理紅色警示下進入或逗留在立法會議廳範圍」則罪成，獲准保釋候判。3月16日被判罰款一千元。

### 2025年
4月13日推行熱血時報Youtube頻道收費會員二級制，分別為"臘腸卷"會員及"腸仔包"會員。
4月27日《熱血時報》辦公室由九龍灣美羅中心二期搬遷至新蒲崗大有街義發工業大廈。

## 昔日節目
| - 《少女書房》 - 《玩物喪誌》 - 《喬妝教室》 - 《男女市場學》 - 《熱血貓車團》 - 《1830特攻隊》 - 《Animal Panic》 - 《熱血P.E堂》 - 《百無禁技》 - 《熱血公民教育》 - 《大夫救我》 - 《活該快樂》 - 《腐女民主連線》 - 《新契弟同盟》 - 《人妻先修班》 | - 《熱血劇場》 - 《靈鏡MMR》 - 《熱血少年軍》 - 《百無禁技加強版》 - 《腹黑議事廳》 - 《實戰攻擋》 - 《Konnect》 - 《古惑仔總部》 - 《古惑仔俱樂部》 - 《熱血Marking Place》 - 《Game民力量》 - 《勝利人生》 - 《深宵FOOL人信箱》 - 《Fool人我要》 - 《少女熱線》 | - 《奇奧New Cook Order》 - 《熱血政治》 - 《劈啪點唱機》 - 《港豬想旅行》 - 《貓民生態獵奇》 - 《耶教異聞錄》 - 《集結！學生妹》 - 《櫻色情事》 - 《渣男研究所》 - 《奇奧New World Order》 - 《奇奧研究社》 - 《咬蔗幫》 - 《秘密告解室》 - 《實驗社會實驗》 - 《龍馬日本嘢教室》 | - 《龍馬砌模型教室》 - 《聚焦訪談》 - 《建國神話》 - 《勾結外國勢力》 - 《Prime應援團》 - 《桃花島主題公園》 - 《阿年大挑戰》 - 《阿妹有反應》 - 《每週蕭析》 - 《縱橫漢天下》 - 《百鬼夜吟》 - 《由零開始IPSC》 - 《天佑義民》 |

## 產品

《熱血時報》試刊號

《熱血時報》出品不同種類的報紙刊物，報紙《熱血時報PASSION TIMES》 每月出版一期，2012年10月創刊，直至2016年10月第47期暫停，之後在2017年7月19日復刊至2020年，郵寄收費訂戶或特定地點免費派發。在2013年至2016年期間，《熱血時報》出版漫畫雜誌，包括《熱血少年雙週刊》、《熱血少年週刊》及《熱血少年月刊》。漫畫單行本出品例子有《黨娘》系列。小說出版計有《茅山高校》系列、《陳浩南傳奇》系列 及《金錢師》系列。《熱血時報》每逢新春期間及香港書展舉行前出版新書，其中較多人談論的作品有《雨傘失敗錄》 及《有種罪犯叫休班警察》，另外《熱血時報》亦出版音樂創作集如《762國立精選：實況唱作》及《古詩唱遊》等。

## 演出
《熱血時報》制作不同類型的舞台演出，包括每年11月11日的周年台慶匯演；《熱血時報》創辦人黃洋達一系列名為《棟篤．笑死朕》的棟篤笑演出；小型音樂會以及「熱血劇場」，其中《熱血劇場﹕預演佔領中環》在2013年作首演及三次重演，演出後翌年發生雨傘革命。
2015年3月22日，親共人士石房有向熱血公民前領袖黃洋達下戰書，要求對方與他進行一場拳賽，黃洋達亦答允。起初石房有提出同年4月在修頓球場舉行一場單場拳賽，惟遭黃洋達以商業理由婉拒。之後《熱血時報》宣布在2015年6月7日在 九龍灣國際展貿中心Star Hall舉行綜合拳賽，但石房有表明不打沒有協商的拳賽。當晚拳賽共有六場賽事，分別以西洋拳擊、綜合格鬥以及泰拳作賽，黃洋達亦有上台參戰，當晚拳賽舉行期間石房有購票入場觀戰，而他在觀眾席被發現後隨即遭到多名觀眾包圍要求上台，但石房有最後選擇離場。

## 外部連結
- 熱血時報官方網頁 （页面存档备份，存于）
- 熱血時報的Facebook專頁
- YouTube上的熱血時報頻道